# Agnater
Agnater (av latin agnatus) var i romersk rätt de personer som hörde till samma hushåll ("familia"). Där ingick de personer (hustru, barn, slavar, klienter) som lydde under husfaderns makt och myndighet, "patria potestas" eller som skulle ha lytt under densamma, om husfadern fortfarande var i livet och intagit samma personliga rättsställning. 
En utökad betydelse var den som en blodsförvant. Då syftas på personer som var släkt med varandra utan något kvinnligt mellanled, till exempel far och son, farfar och sonson eller sondotter. Ett annat begrepp var kognater, personer som var släkt med varandra antingen genom manligt eller kvinnligt släktskapsled.
Agnatisk succession innebär att arvsrätten överförs genom män. Ibland krävs också att arvingen är en man.
Agnatisk tronföljd innebär att kronan ärvs av den förstfödde prinsen. Det svenska kungahuset hade fram till 1979 agnatisk tronföljd. Termen kognatisk tronföljd betecknar att tronen kan ärvas även av kvinnor, men att fortfarande den äldste sonen går före eventuella äldre systrar, om det till sist föds en bror efter en lång rad systrar. Men om det aldrig föds en yngre bror ärvs alltså tronen av den äldsta systern. Sverige blev 1979 först i världen med det system som här infördes - en fullt kognatisk tronföljd, där det äldsta syskonet alltid ärver tronen.
Agnatisk namnordning innebär att barnen och hustrun bär mannens släktnamn. Detta gällde i Sverige fram till 1982 då en ny neutral namnlag inrättades.